# Eleutherodactylus antillensis
Espèce
Synonymes
- Hylodes antillensis Reinhardt & Lutken, 1863

Statut de conservation UICN

 LC  : Préoccupation mineure
Eleutherodactylus antillensis est une espèce d'amphibiens de la famille des Eleutherodactylidae.

## Répartition
Cette espèce est nativement endémique des îles du banc de Porto Rico. Elle se rencontre aux îles Vierges des États-Unis, aux îles Vierges britanniques et à Porto Rico, du niveau de la mer jusqu'à 1 220 m d'altitude.
Elle a été introduite au Panamá.

## Description

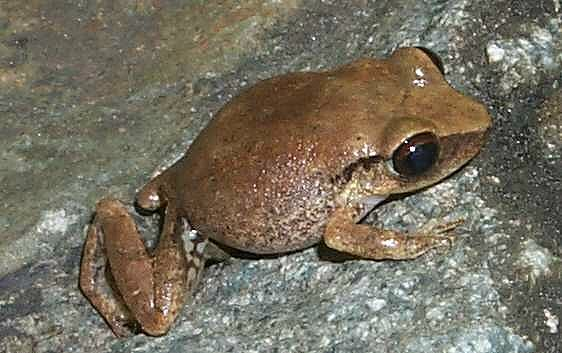
Eleutherodactylus antillensis

Les femelles mesurent jusqu'à 33 mm.

## Étymologie
Son nom d'espèce, composé de antille[s] et du suffixe latin -ensis, « qui vit dans, qui habite », lui a été donné en référence au lieu de sa découverte, les Antilles.

## Publication originale
- Reinhardt & Lutken, 1863 : Bidrag til det vestindiske Öriges og navnligen til de dansk-vestindiske Öers Herpetologie. Videnskabelige meddelelser fra den Naturhistoriske forening i Kjöbenhavn, vol. 1862, no 10/18, p. 153-291 (texte intégral).